# De-Phazz
De-Phazz este o trupă germană de jazz înființată de Pit Baumgartner, care a început prin a înregistra albumul Detunized Gravity împreună cu Karl Frierson, Barbara Lahr și Otto Engelhardt. Stilul lor integrează turntablism-ul modern cu elemente de soul, trip hop și drum and bass într-un sunet general de lounge. Trupa este condusă de Pit Baumgartner și se schimbă la fiecare album, dar membrii mai permanenți sunt Pat Appleton și Karl Frierson.

## Discografie
- Detunized Gravity (1997)
- Godsdog (1999)
- Death by Chocolate (2001)
- Daily Lama (2002)
- Plastic Love Memory (2002)
- Natural Fake (2005)
- Days of Twang (2007)

## Legăuri externe
- Site-ul De-Phazz
- De-Phazz video-live la Bucuresti Arhivat în 3 ianuarie 2009, la Wayback Machine.